# Wielomocz
Wielomocz, także poliuria – stan, w którym organizm wydala nadmierną ilość moczu. Spowodowany jest najczęściej zaburzeniami zatrzymywania wody przez nerki lub przyjmowaniem zbyt dużej ilości płynów. Według różnych źródeł ilość wydalanego moczu w poliurii wynosi >2,5 bądź >3 litrów na dobę. To, czy dana osoba ma poliurię można dokładniej stwierdzić znając wagę badanej osoby, wiedząc, że o nadmiernym wydalaniu wody mówi się, gdy wynosi ono >30ml/kg/24 h. U dzieci wielomocz można rozpoznać, gdy dobowa objętość moczu wynosi co najmniej 1400 ml/m2/dobę.
Występuje fizjologicznie przy nadmiernym spożywaniu płynów, kofeiny, alkoholu, w ciąży oraz w stanach chorobowych, takich jak cukrzyca, moczówka prosta, ostra niewydolność nerek (w drugiej fazie, tzw. fazie poliurii), zespół Conna.

## Przyczyny i podział
Wielomocz może reagować na podanie wazopresyny zmniejszeniem ilości wydalanego moczu. Na tej podstawie wyróżnić można wielomocz: 
- wazopresyno-wrażliwy, który powodują:
  - moczówka prosta pochodzenia podwzgórzowo-przysadkowego (ośrodkowego)
  - nawykowe przyjmowanie płynów

- wazopresyno-oporny, występujący w schorzeniach takich jak:
  - cukrzyca
  - przewlekła niewydolność nadnerczy
  - wrodzony zespół nadnerczowo-płciowy (deficyt 21-hydroksylazy lub 18-hydroksylazy)
  - pierwotny hiperaldosteronizm
  - pierwotna i wtórna moczówka prosta pochodzenia nerkowego
  - autosomalna dominująca i autosomalna recesywna wielotorbielowatość nerek
  - torbielowatość rdzenia nerek
  - gąbczastość rdzenia nerek
  - kwasica kanalikowa proksymalna i dystalna
  - hipoaldosteronizm rzekomy typu 1
  - zespół Fanconiego
  - zespół Barttera